# Município de Williams (condado de Martin, Carolina do Norte)
Localização da Carolina do Norte nos E.U.A.
O município de Williams (em inglês: Williams Township) é um localização localizado no  condado de Martin no estado estadounidense da Carolina do Norte. No ano 2010 tinha uma população de 1.256 habitantes.

## Geografia
O município de Williams encontra-se localizado nas coordenadas 35° 48′ 35,58″ N, 76° 58′ 28,83″ O.